# فئة
الفئة هي الطائفة المقيمة وراء الجيش للالتجاء إليهم عند الهزيمة. والظاهر أنها مأخوذة من قولهم فاء يفيء أي باء ورجع.